# Rheinbahn
Rheinbahn AG è una società pubblica tedesca che gestisce il servizio di trasporto pubblico di Düsseldorf e in parte del circostante distretto governativo. Nel dettaglio gestisce la rete autobus, la rete tranviaria e la Stadtbahn della città. Fa parte della Verkehrsverbund Rhein-Ruhr ed è il quinto operatore di trasporto pubblico del paese.

## Storia

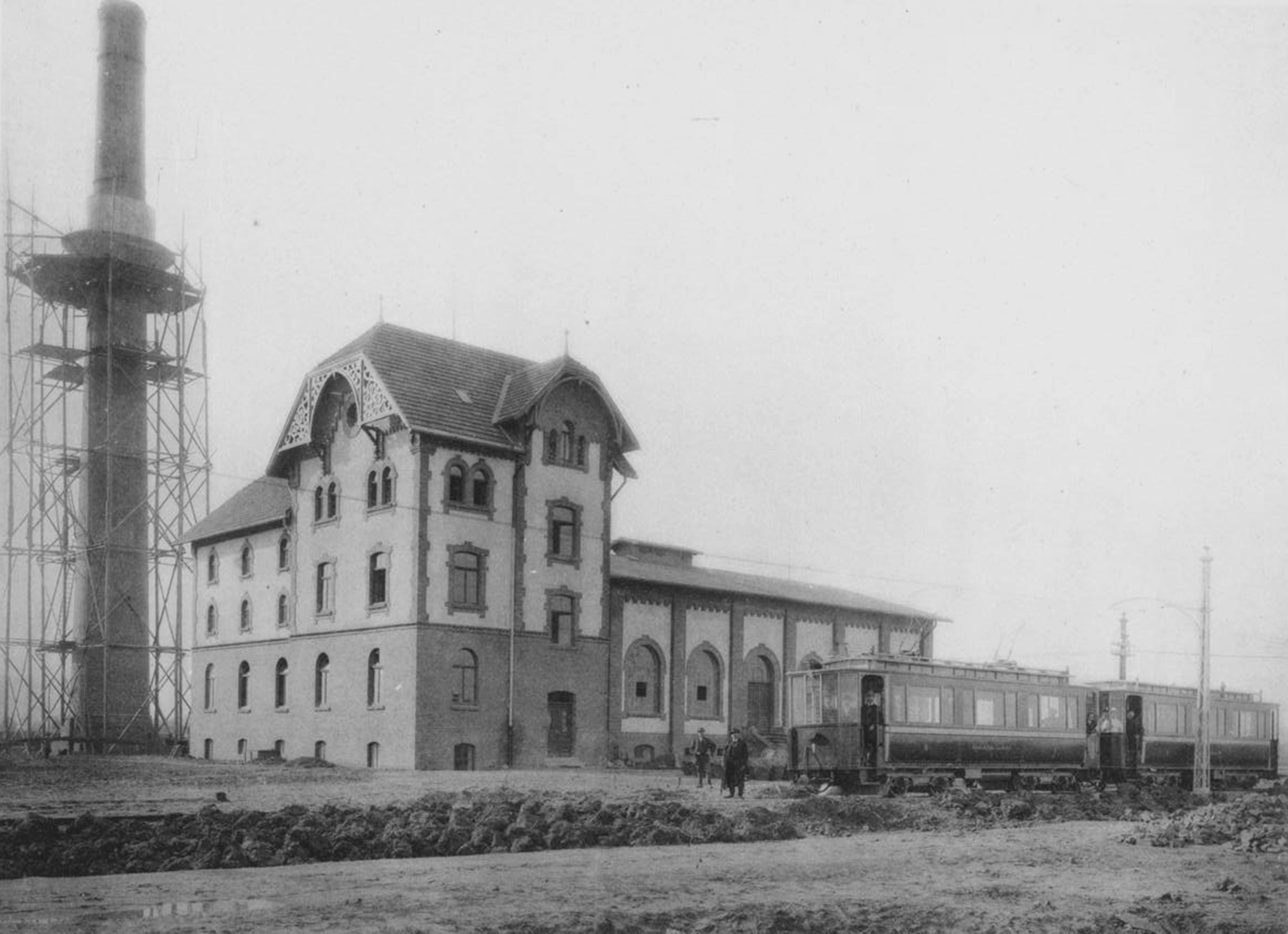
Centrale elettrica della ferrovia Düsseldorf-Krefeld.

Tra il 1895 e il 1896 gli imprenditori Heinrich Lueg, Franz Haniel, August Bagel e Friedrich Vohwinkel insieme al futuro sindaco Wilhelm Marx presentarono una proposta al consiglio comunale per l'insediamento e lo sviluppo dei collegamenti tra le due sponde del Reno presso Düsseldorf, che includeva una ferrovia e un ponte. Il 26 febbraio 1896 il Ministero del commercio approvò la realizzazione e l'esercizio della ferrovia a scartamento ridotto tra Düsseldorf e Krefeld. Il successivo 25 marzo la società Rheinische Bahngesellschaft fu iscritta presso il locale registro delle imprese e fu posta sotto la direzione dell'ex sindaco di Solingen Friedrich Haumann.
Il 12 novembre 1898 fu completata la linea ferroviaria, inaugurata il 15 dicembre successivo, che con una velocità commerciale di 40 chilometri orari è considerata tra le prime ferrovie ad alta velocità d'Europa. Seguì nel 1901 l'inaugurazione della diramazione per Neuss e poi nel 1912 per il distretto di Heerdt. Lo sviluppo dell'azienda fu seguito con attenzione dall'amministrazione comunale che nel 1907 ne acquisì parte delle azioni per un valore nominale di circa 5 milioni di marchi, ottenendo la metà dei dieci seggi del consiglio di amministrazione.
Una prima scossa si ebbe con lo scoppio della prima guerra mondiale; sebbene la rete di trasporto pubblico si basasse prevalentemente sulle ferrovie i maggiori costi per le materie prime unitamente alla mancanza di manodopera si fecero sentire anche sul settore: verso la fine del conflitto le condizioni dell'infrastruttura ferroviaria erano precarie e il servizio di autobus subì diverse riduzioni e modifiche per evitare l'affaticamento dei mezzi. Numerose difficoltà si registrarono anche a causa dei numerosi incidenti mortali causati dai passeggeri e dalla necessità di camuffare edifici e veicoli per evitare i bombardamenti nemici, procedura che rendeva difficile agli utenti identificare i mezzi.

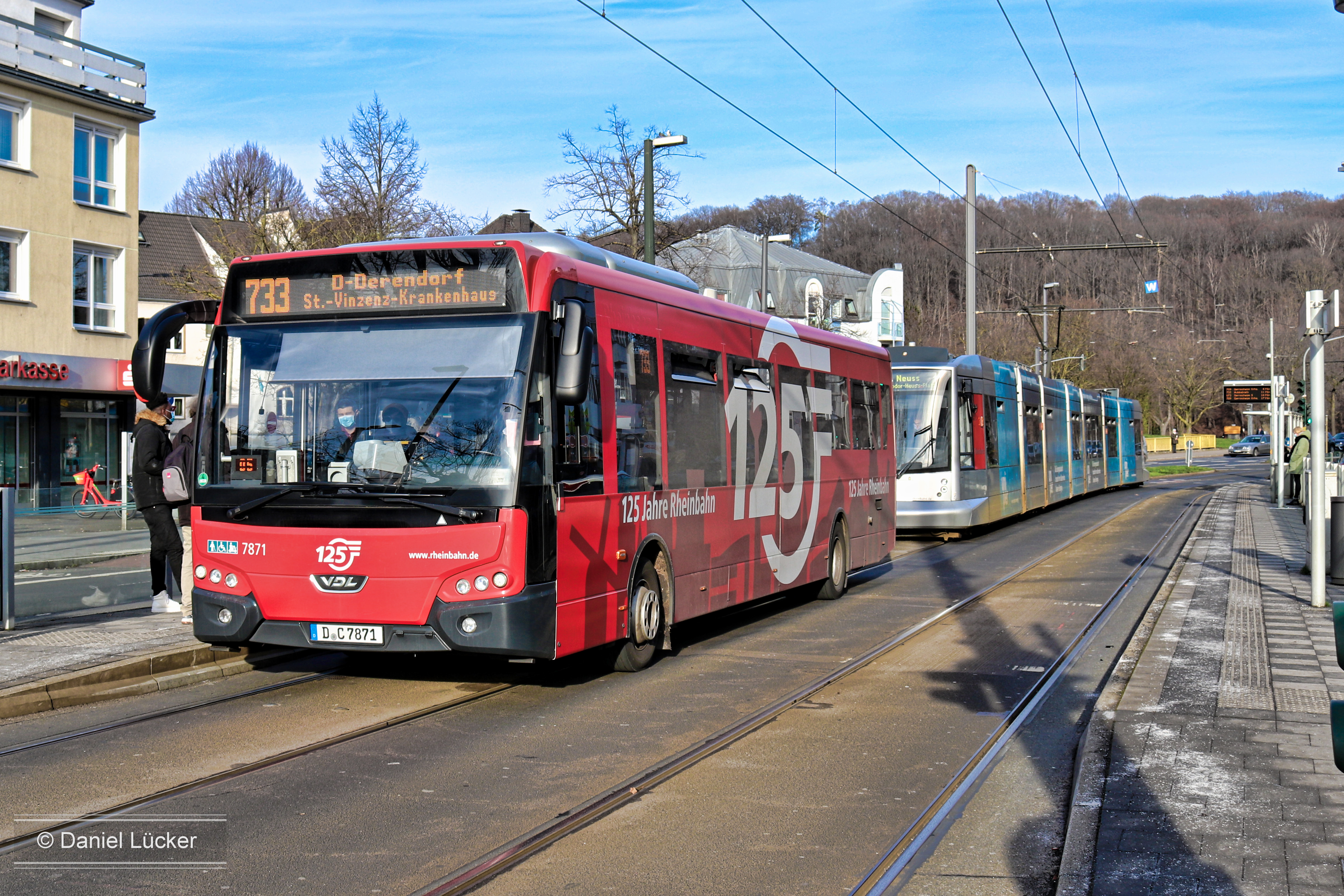
VDL Citea n° 7871 in servizio sulla linea 733 con la livrea celebrativa del 125º anniversario nel 2021.

Nel dopoguerra il consiglio comunale decise di assegnare all'azienda la gestione della rete tranviaria, incorporata ufficialmente il 21 dicembre 1921. Finita l'occupazione alleata della Renania nel 1925 Rheinbahn fu coinvolta attivamente nella gestione dell'aeroporto di Düsseldorf: organizzò il Befreiungsflugtag (letteralmente: Giornata del volo della liberazione) e successivamente insieme all'amministrazione comunale fondò la società di gestione dello scalo aeroportuale. Un altro rilevante passo nel settore aeronautico fu fatto dal direttore Max Schwab che tra il 1925 e il 1926 supervisionò la fusione delle compagnie Deutschen Aero Lloyd e Junkers Luftverkehr nella Deutsche Lufthansa. Il coinvolgimento della società nel settore aeronautico si concluse nel 1937 con l'alienazione delle partecipazioni non funzionali al trasporto pubblico locale.

## Dati societari
La società è a capitale interamente pubblico ed è controllata dalla Holding der Landeshauptstadt Düsseldorf, che ne detiene il 95%, ed in minima parte direttamente dall'amministrazione comunale di Düsseldorf, che ne controlla il rimanente 5%.

### Società partecipate
Rheinbahn detiene le seguenti partecipazioni societarie:
- Reisedienst Maaßen GmbH (100%);
- Rhein-Bus Verkehrsbetrieb GmbH (49%): società controllata da Transdev GmbH ed attiva nella gestione di autolinee a Düsseldorf e nell'area circostante;[12]
- ELBA Omnibusreisen GmbH (25%): società partecipata anche da Stadtwerke Remscheid e Stadtwerke Solingen si occupa di gestire autolinee attraverso i mezzi dei propri azionisti;
- DWG Wohnen (24,9%).